# Physalaemus albonotatus
Physalaemus albonotatus är en groddjursart som först beskrevs av Franz Steindachner 1864.  Physalaemus albonotatus ingår i släktet Physalaemus och familjen Leiuperidae. IUCN kategoriserar arten globalt som livskraftig. Inga underarter finns listade i Catalogue of Life.